# Hypaspistes

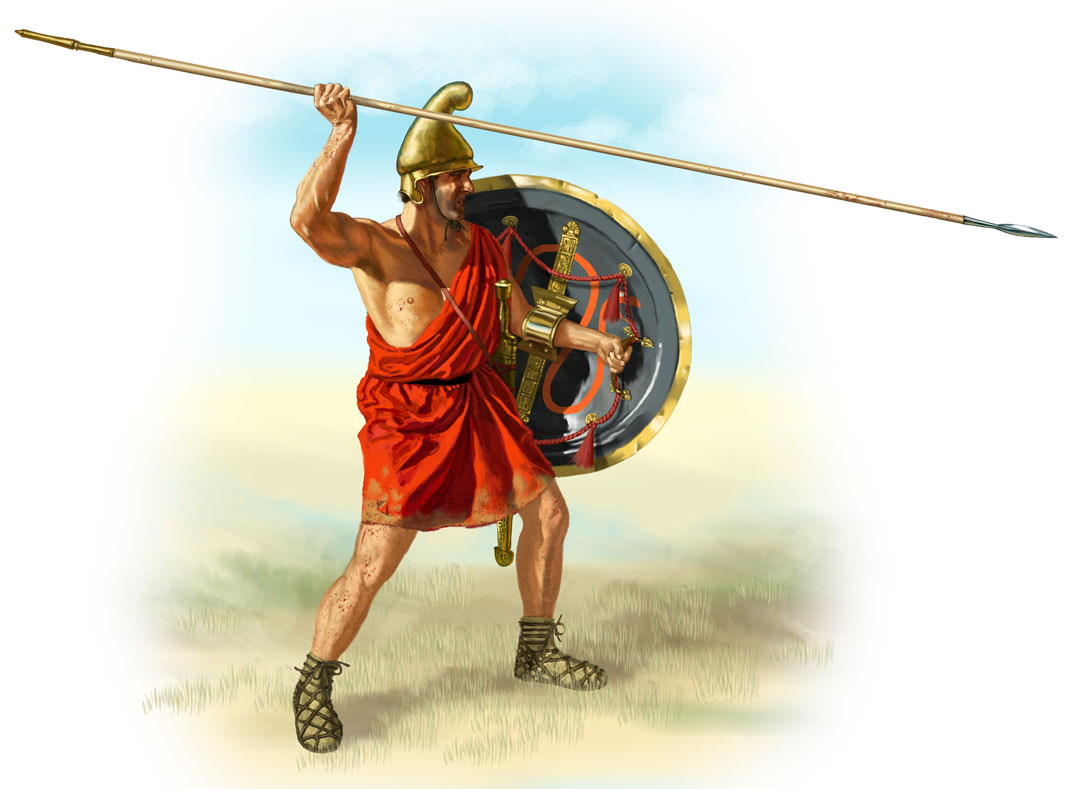
Rekonstruktion eines Hypaspisten

Die Hypaspistes (altgriechisch Ὑπασπιστής ‚Schildträger‘) waren eine infanteristische Truppengattung im Heerwesen des antiken Griechenlands. Als taktische Einheit sind sie vor allem als Bestandteil der makedonischen Phalanx bekannt.

## Beschreibung
Namentlich werden die Schildträger erstmals im Heer Alexanders des Großen erwähnt, allerdings dürften sie älteren Ursprungs gewesen sein. Schon unter Philipp II. († 336 v. Chr.) nahmen sie zunächst eine reine Schutzfunktion dem König gegenüber wahr, die spätestens ab Alexander erheblich erweitert wurde. Als Makedonen standen sie gegenüber dem König diesem im weiteren Sinne als pezhetairoi zur Seite, also „Gefährten zu Fuß“, allerdings wurden sie bewusst von den so bezeichneten regulären Phalangiten namentlich unterschieden, da sie in ihrer Organisation und Verwendung eine separate Truppengattung bildeten. Wahrscheinlich sind die Schildträger ähnlich wie die Phalangiten aus der alten Leibwächtergarde der makedonischen Könige hervorgegangen, wobei sie im Kampf wie auch abseits davon die ursprüngliche Gardefunktion weiterführten. Häufig wurden sie deshalb auch Leibwächter (somatophylakes) genannt, womit sie allerdings nicht mit dem so bezeichneten siebenköpfigen Leibwächterkorps zu verwechseln sind.
Ebenso wie die Phalangiten, die eigentlichen Pezhetairen, wurden die Schildträger aus den Familien der einfachen Landbevölkerung rekrutiert. Ausgewählt wurden sie nach Größe und Körperkraft. Allerdings war ihr Dienst in dieser Truppe mit einem sozialen Aufstieg verbunden, da sie aufgrund ihrer Gardefunktion für den König diesem in der Heeres- und damit Gesellschaftsordnung näher als die regulären Phalangiten standen. An die Schildträger wurden wesentlich höhere Anforderungen an körperlicher Eignung und Loyalität gestellt. Bei verschiedenen Anlässen wurden sie in den Überlieferungen als „Blüte der Makedonen“ bezeichnet. Nur die Angehörigen der Hetairenreiterei standen dem König näher und damit über ihnen.
Spätestens unter Alexander dem Großen († 323 v. Chr.) hatte sich das Aufgabenspektrum der Schildträger erheblich erweitert, indem sie zu einer wichtigen Komponente in der Kriegsführung avancierten. Mit einer Korpsstärke von 3.000 Mann waren sie zu einem taktischen Truppenkörper angewachsen und als Ergänzung zu den pezhetairoi in die makedonische Phalanx integriert worden. Da der makedonische Phalangit seine lange Lanze (sarissa) beidhändig führen musste, war das äußerst rechte Ende der Phalanxformation ungeschützt und hatte damit für den Feind ein lohnendes Angriffsziel geboten. Diese Schwachstelle sollten nun die Schildträger mit ihren großen Schilden (aspis) abdecken und damit in einer antiken Form der Kampfwertsteigerung die Widerstandskraft der Phalanx erhöhen. Weiterhin fungierten sie auf dem Schlachtfeld als Bindeglied zwischen der Phalanx und der schweren makedonischen Kavallerie (Hetairenreiterei), die üblicherweise rechts neben ihnen positioniert war. Neben dem Schild waren die hypaspistes außerdem mit je einer einhändig führbaren Lanze und einem Schwert bewaffnet, womit sie mit ihrer Ausrüstung den klassischen griechischen Hopliten nahe kamen. Im Verlauf des Alexanderzugs (334–323 v. Chr.) hatten sie sich auch die Kampfweise in klassischer Phalanxformation angeeignet, also in dicht gedrängter Formation mit sich überlappenden Schilden aufgestellt. Damit hatten sie sich für besonders kleine Gefechtssituationen wie auch für schnell auszuführende Operationen prädestiniert. Weiterhin waren sie bei Belagerungen flexibel einsetzbar.
Zu Beginn des Alexanderzugs waren die Schildträger in einem Korps unter dem Einheitskommando eines archihypaspistos organisiert. Später wurden sie in drei Tausendschaften (chiliarchiai), angeführt von je einem Tausendschaftführer (chiliarchos), und diese wiederum in je zwei Fünfhundertschaften (pentakosiarchiai oder lochoi) unterteilt.

### Garde
Abseits des Kampfeinsatzes hatten die Schildträger ihre Schutzfunktion für den König beibehalten. Sobald dieser zu Fuß kämpfte, zumeist bei Belagerungen, bildeten sie mit den besten Kriegern aus ihren Reihen eine Garde (ἄγημα agēma) für seinen Schutz. Diese diente nach dem Ende des Indienfeldzugs auch als Palastgarde in Susa, Ekbatana und Babylon. Nach dem Tod Alexanders eskortierte sie 321 v. Chr. seinen Leichenzug.

### Veteranen
Unter Alexander hatten sich die ältesten und erfahrensten Kämpfer der Schildträger einen allgemeinen Ruf als Elite des makedonischen Kriegertums erworben. Ihre Schilde waren mit eisernen oder silbernen Beschlägen versehen, weshalb sie unter dem Namen „Silberschilde“ (αργυράσπιδες argyraspides) bekannt wurden. Auch die Veteranenverbände in den Phalanxformationen der späteren hellenistischen Herrscher wurden so genannt.

## Bewaffnung
Die Hypaspisten trugen einen Helm, ein Schwert und einen in Erz eingeschlagenen Lederkoller, besaßen jedoch im Gegensatz zu den Pezhetairen (Makedonische Phalanx) Schilde im argiven (statt im illyrischen) Stil sowie Lanzen von normaler Länge (etwa zwei Meter) statt der Sarissen von dreifacher Manneslänge. Außerdem trugen Hypaspisten manchmal Wurflanzen, die sie, ähnlich den Pila der römischen Legionäre, vor dem Zusammenprall der Linien auf den Feind schleuderten. Dies lockerte die feindliche Formation und brach effektiv Ansturm und Kampfmoral. Als Rüstung diente oft die lederne Spolas.
Zur Zeit der Diadochen ersetzten galatische Langschwerter zum größten Teil die vorherigen Kurzschwerter. Außerdem wurden die Rüstungen vielfältiger; Lamellenpanzer, Kettenhemden und Schuppenpanzer kamen hinzu.